# Lista de pessoas proclamadas messias
Lista de pessoas que se proclamaram ou foram proclamadas Messias (em hebraico:  מָשִׁיחַ; em árabe: مسيح, masîḥ; lit.  "o ungido"; em grego:  μεσσίας: messías; mashiach: messianismo).

## Messias judaicos

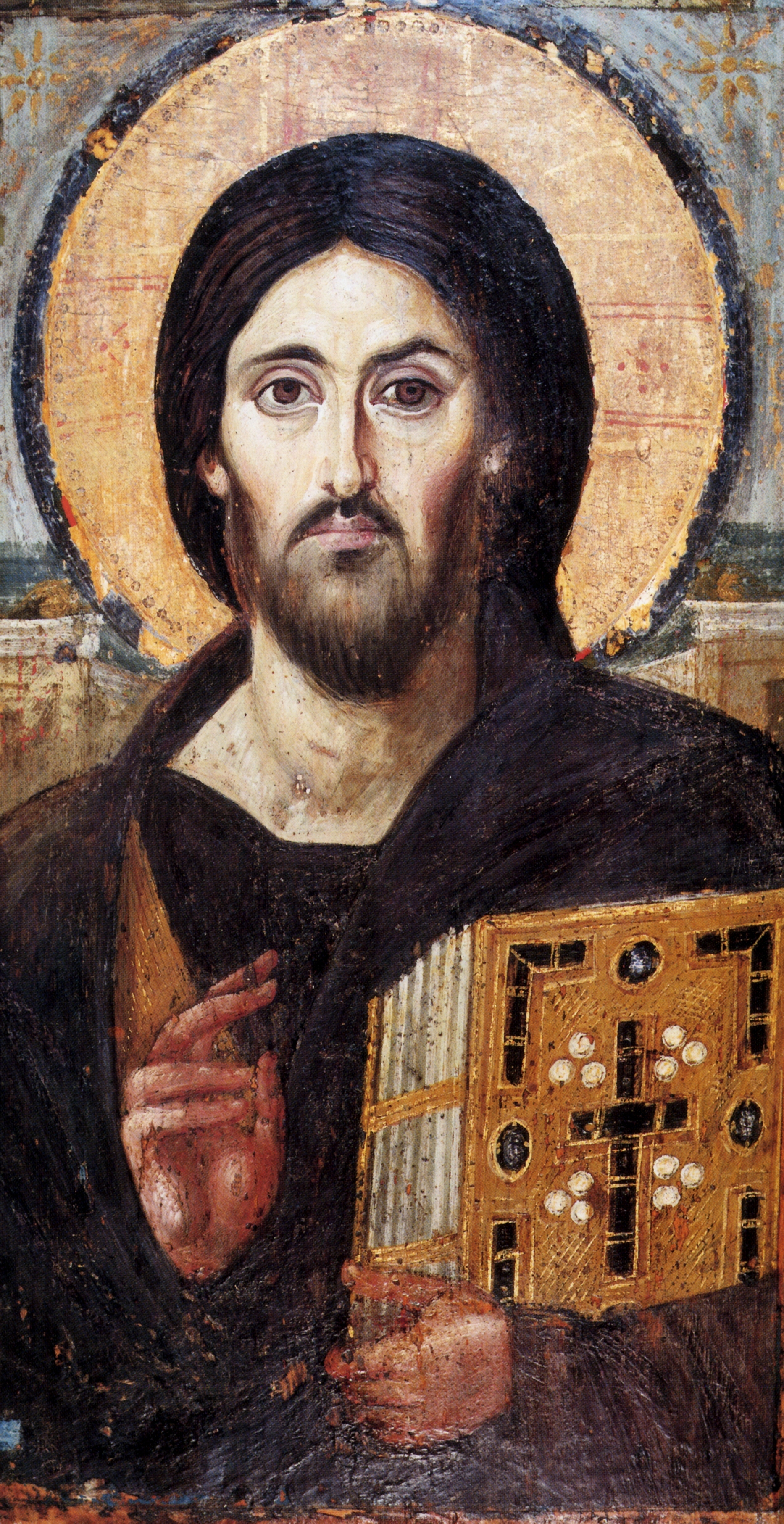
Jesus de Nazaré é considerado o Messias pelo Cristianismo e Judaísmo Messiânico.

No judaísmo, messias significava originalmente "um rei divinamente designado" ou "ungido", como Aarão, irmão de Moisés, Davi, Ciro, o Grande ou Alexandre, o Grande. Mais tarde, especialmente após a queda do Reino da Judeia em 37 a.C, e as guerras judaico-romanas , a figura do messias judeu era aquele que libertaria os judeus da opressão e inauguraria um Olam Haba, também chamado de mundo vindouro ou Era Messiânica. No entanto, o termo "falso messias" esteve amplamente ausente da literatura rabínica. A primeira menção está no Sefer Zorobabel, de meados do século VII, que usa o termo mashiah sheker ("falso messias").
- Simão de Pereia (Século I a.C); ex-escravo de Herodes I que liderou uma revolta contra a dominação romana, sendo morto por eles. É citado por Josefo e Tácito, identificado por alguns como o messias do Apocalipse de Gabriel. [6]
- Jesus de Nazaré (c. 4 a.C. – 30/33), um líder religioso perseguido pelo Império Romano acusado de "promover a rebelião" e é considerado pelos cristãos como tendo sido crucificado e ressuscitado.[7] Os judeus que acreditavam que ele era o Messias eram originalmente chamados de nazarenos e mais tarde foram conhecidos como cristãos-judeus (os primeiros cristãos).[8] A Fé Bahá'ís, islamismo, cristianismo e judaísmo messiânico o consideram como o messias verdadeiro. [9][10][11][12][13][14]
- Dositeu (Século I); Orígenes escreveu que Dositeu desejava persuadir os samaritanos de que ele era o messias judeu. [15][16]
- Simão Barcoquebas (132-135); comandante que liderou a Revolta de Barcoquebas contra o Império Romano. Por três anos, Barcoquebas governou como nasi, ou príncipe, de um estado secessionista semi-independente em Israel. Alguns estudiosos rabínicos, incluindo o grande sábio Aquiba, proclamaram Barcoquebas como o Messias. Ele morreu durante a última resistência dos rebeldes na fortaleza de Betar, após a qual a rebelião foi brutalmente esmagada e a terra foi em grande parte dizimada, consolidando tanto a diáspora judaica em lento crescimento quanto o cisma entre o cristianismo e o judaísmo.
- Solomon Molcho, nascido Diogo Pires (1500-1532); filho de pais judeus convertidos ao cristianismo. Após conhecer David Reuveni, deixou o cargo de secretário do conselho do rei, viajou para Damasco, Safed, Jerusalém e, mais tarde, Salonica, onde estudou cabala e se tornou um místico. Eventualmente, reencontrou-se com Reuveni, declarou suas aspirações como messias e foi queimado vivo pelo imperador Carlos V, por se recusar a se converter novamente ao cristianismo.[17][18][19]
- Sabbatai Zevi (1626-1676) um rabino sefardita ordenado de Esmirna (hoje Izmir, Turquia), ativo em todo o Império Otomano e que afirmava ser o tão esperado Messias. Ele foi o fundador do movimento sabbatiano, cujos seguidores posteriormente seriam conhecidos como Dönmeh "convertidos" ou criptojudeus — um dos movimentos messiânicos mais importantes, cuja influência se espalhou por todo o judaísmo. Sua influência é sentida até hoje. Após sua morte, Sabbatai foi seguido por uma linhagem de supostos seguidores que se declararam messias e às vezes são agrupados como os "Messias Sabbatianos". [20][21]
- Menachem Mendel Schneerson (1902-1994); Sétimo Rebe de Chabad Lubavitch; alguns de seus seguidores acreditavam que ele era o Messias judeu durante sua vida, e alguns continuam acreditando após sua morte em 1994.[22][23][24] O número de fiéis aumentou após sua morte. Alguns de seus seguidores acreditam que Schneerson nunca morreu. Embora Schneerson tenha permanecido enigmático em relação a tais afirmações, muitos de seus seguidores acreditam que ele era o Messias judeu.[25] [26][27] A questão permanece controversa tanto no movimento Chabad quanto na comunidade judaica em geral. [28][29][30][31]

## Messias cristãos

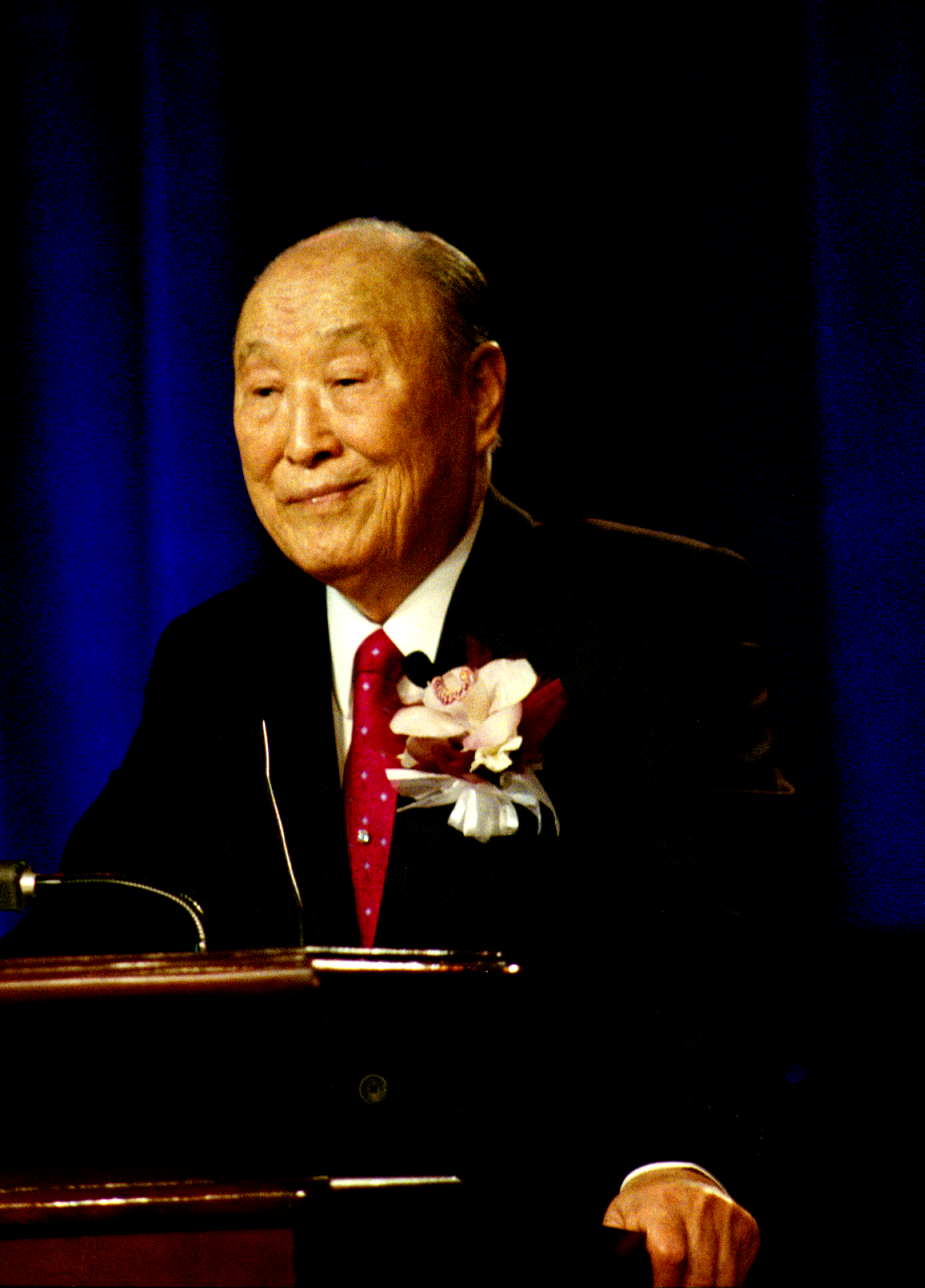
Sun Myung Moon foi fundador da Igreja da Unificação e proclamado como Messias, embora não como Jesus em sua segunda vinda.

A Bíblia afirma que Jesus retornará no fim dos tempos para julgar os vivos e mortos e instaurar o Reino de Deus pelo mundo; ao longo da história, vários personagens alegaram ser Jesus em sua segunda vinda ou a reencarnação de Cristo. Outros se autodenominam novos messias sob a égide do cristianismo. Os evangelhos sinóticos (Mateus 24:4, 6, 24; Marcos 13:5, 21-22; e Lucas 21:3) usam o termo pseudocristos para os pretendentes messiânicos.
- Ann Lee (1736–1784), uma figura central para os Shakers, que pensava que "incorporava todas as perfeições de Deus" em forma feminina e se considerava em 1772 a contraparte feminina de Cristo. [32][33]
- John Nichols Thom (1799-1838); político e comerciante que alcançou fama e seguidores como Sir William Courtenay e adotou a reivindicação do Messias após um período em um instituto mental. [34]
- Jacobina Mentz Maurer (1841 ou 1842-1874); líder de uma comunidade alemã no interior do Rio Grande do Sul, onde proclamava ter visões profèticas e dons divinos de cura, sendo a reencarnação feminina de Cristo. O conflito entre seus seguidores e as autoridades imperiais brasileiras resultaram na Revolta dos Muckers.
- Abdruschin (1875-1941); fundador do Movimento do Graal.[35]
- Lou de Palingboer (1898-1968); um líder carismático holandês que afirmou ser Deus e também o Messias de 1950 até sua morte em 1968.[36]
- Ahn Sahng-hong (1918-1985); fundador da Igreja de Deus Sociedade Missionária Mundial e adorado pelos membros como o Messias.[37]
- Sun Myung Moon (1920-2012); fundador e líder da Igreja da Unificação estabelecida em Seul, Coreia do Sul, que se considerava a Segunda Vinda de Cristo, mas não o próprio Jesus. É geralmente acreditado pelos membros da Igreja da Unificação ("Moonies") que ele era o Messias e a Segunda Vinda de Cristo e foi ungido para cumprir a missão inacabada de Jesus. [38][39]
- Anne Hamilton-Byrne (1921-2019); fundador da The Family, na Austrália, afirmou ter sido a reencarnação de Jesus.[40]
- Cho Hee-seung (1931–2004), fundador do Novo Movimento Religioso Altar da Vitória, que se refere a ele como "o Cristo Vitorioso" e "Deus encarnado". Morreu em meio a uma série de batalhas judiciais nas quais foi alternadamente condenado e absolvido das acusações de fraude e instigação ao assassinato de múltiplos oponentes.[41][42]
- Lee Man-hee (n.1931); Fundador da Igreja de Jesus Shincheonji, um novo movimento religioso sediado na Coreia do Sul. Também conhecido como "Aquele que Vence", ele afirma ter sido escolhido por Jesus para ser o próximo salvador imortal do mundo.[43]
- Jung Myung-seok (n.1945); um sul-coreano que foi membro da Igreja da Unificação na década de 1970, antes de se separar para fundar o grupo dissidente agora conhecido como Igreja da Providência em 1980.[44][45] Ele também se considera a Segunda Vinda de Cristo, mas não o próprio Jesus.[46]  Ele acredita que veio para terminar a mensagem e a missão incompletas de Jesus Cristo, afirmando que ele é o Messias e tem a responsabilidade de salvar toda a humanidade. Ele afirma que a doutrina cristã da ressurreição é falsa, mas que as pessoas podem ser salvas por meio dele. Jung Myung-seok foi condenado por estupro pela Suprema Corte da Coreia e passou 10 anos na prisão (2008-2018). Ele foi novamente indiciado na Coreia do Sul em 28 de outubro de 2022, por abusar sexualmente duas seguidoras entre 2018 e 2022.[47]
- Claude Vorilhon (n.1946), pregador agora conhecido como Raël, autodenominado "mensageiro dos Elohim" é piloto de testes profissional francês e ex-jornalista especializado em automóveis, tornou-se fundador e líder da religião ufológica, o Movimento Raël, em 1972. O Raëlismo ensina que a vida na Terra foi criada cientificamente por uma espécie de extraterrestres, que eles chamam de Elohim. Ele afirmou ter conhecido um humanoide extraterrestre em 1973 e se tornado o Messias.[48] Dedicou-se então à tarefa que, segundo ele, lhe foi confiada por seu "pai biológico", um extraterrestre chamado Javé.[49]
- José Luis de Jesús Miranda (1946-2013); fundador e líder da seita Creciendo en Gracia (Growing In Grace International Ministry, Inc.), com sede em Miami, Flórida. Ele era um pregador porto-riquenho que afirmava ser "o Homem Jesus Cristo" e o Anticristo ao mesmo tempo, e exibia uma tatuagem com o número "666" no antebraço, comportamento que seus seguidores também adotaram. Ele se referia a si mesmo como Jesucristo Hombre, uma abreviação traduzida como "Jesus Cristo feito Homem". Ele afirmava ser habitado pelo mesmo espírito que habitava em Jesus.
- Inri Cristo (n.1948); figura religiosa e popular brasileira que alega ser a reencarnação de Jesus. [50]
- Apollo Quiboloy (n.1950), fundador e líder filipino do grupo religioso Reino de Jesus Cristo, que afirma que Jesus Cristo é o "Pai Todo-Poderoso", que Quiboloy é "Seu Filho Designado" e que a salvação agora está completa. Ele se autoproclama o "Filho Designado de Deus". Em 11 de novembro de 2021, Quiboloy foi indiciado pelo Departamento de Justiça dos Estados Unidos por supostamente coagir meninas e mulheres jovens a fazerem sexo com ele. Essas vítimas foram ameaçadas de condenação eterna e punição física se não obedecessem. A acusação também incluía alegações de que Quiboloy comandava uma operação de tráfico sexual. Meninas de até 12 anos foram supostamente traficadas por meio da instituição de caridade fraudulenta da Califórnia, "Children's Joy".[51] Quiboloy foi preso pela polícia filipina em 8 de setembro de 2024.[52]
- David Mitchell (n.1953); foi condenado em 25 de maio de 2011 pelo sequestro e estupro de Elizabeth Smart em 2002. Ele acreditava ser o anjo predestinado, nascido na Terra para ser o "servo" davídico preparado por Deus como um tipo de Messias que restauraria o reino de Israel, divinamente guiado, ao mundo em preparação para a Segunda Vinda de Cristo. A crença de Mitchell em tal figura do fim dos tempos – também conhecida entre muitos santos dos últimos dias fundamentalistas como "o Poderoso e Forte" – parecia basear-se, em parte, na leitura do Livro de Isaías pelo hebraísta SUD independente, Avraham Gileadi, com quem Mitchell se familiarizou em decorrência de sua participação anterior no Grupo de Estudos Americanos de Sterling Allan. [53][54]
- Ante Pavlović (1957-2020); um autoproclamado quiroprático croata que afirmava ser a reencarnação de Jesus Cristo.[55]
- Sergey Torop (n.1961), que começou a se chamar "Vissarion", fundador da Igreja do Último Testamento e da comunidade espiritual Ecopolis Tiberkul no sul da Sibéria.
- Alan John Miller (n.1962), fundador da Verdade Divina, um novo movimento religioso sediado na Austrália. Também conhecido como A.J. Miller, ele afirma ser Jesus de Nazaré por reencarnação. Miller era Testemunha de Jeová.[56]
- Acredita-se que Yang Xiangbin (n.1973) seja a identidade de uma mulher referida como "Relâmpago Deng" e "a Cristo feminina" na literatura da Relâmpago do Oriente, um novo movimento religioso cristão chinês. Zhao Weishan, fundador e líder administrativo da Relâmpago do Oriente, afirmou que Yang se revelou como a Segunda Vinda de Cristo em 1992.[57]

## Messias islâmicos

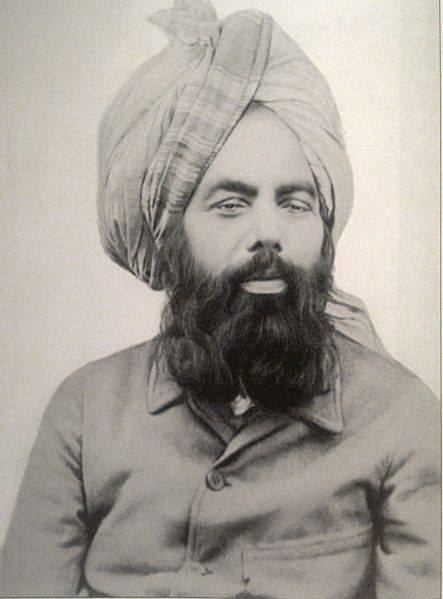
Mirza Ghulam Ahmad

A tradição islâmica tem uma profecia do Mádi, que virá junto com o retorno de Issa (Jesus).
- Mirza Ghulam Ahmad, de Qadian, Índia (1835–1908), proclamou-se o esperado Mádi e o Messias.[58][59] Crucialmente, porém, ele afirmou que Jesus havia morrido de causas naturais após sobreviver à crucificação, e que as profecias a respeito de seu futuro advento referiam-se ao próprio Mádi como portador das qualidades e do caráter de Jesus, em vez de seu retorno físico ao lado do Mádi. Ele fundou o Movimento Ahmadiyya em 1889, prevendo que seria o rejuvenescimento do Islã. Os adeptos do movimento Ahmadiyya afirmam ser estritamente muçulmanos, mas são amplamente vistos por outros grupos muçulmanos como descrentes e hereges.[60][61]
- Riaz Ahmed Gohar Shahi (n.1941) é um líder espiritual e fundador dos grupos espirituais Anjuman Serfaroshan-e-Islam e RAGS International, agora conhecido como Messiah Foundation International.[62][63] A MFI relata que Shahi alegou ser o Mádi, o Messias e o Avatar Kalki.[64][65][66][67] Shahi também foi acusado de reivindicar o status de profeta.[68][69] Os apoiadores de Shahi afirmam que seu rosto se tornou proeminente na Lua, no Sol, na estrela nebulosa e na Pedra Negra em Meca, e que essas aparições são sinais de Deus de que Gohar Shahi é o aguardado Mádi, o Messias e o Avatar Kalki.[70] De acordo com o site da MFI, Shahi alegou ser o Messias Aguardado, mas não a segunda vinda de Jesus e afirma que Jesus também retornou para apoiar Shahi.[71] Gohar Shahi afirmou ter se encontrado com Jesus na América.[72] Os principais estudiosos muçulmanos rejeitaram as alegações de Shahi e condenaram seus ensinamentos como blasfemos.[73]

## Outras religiões

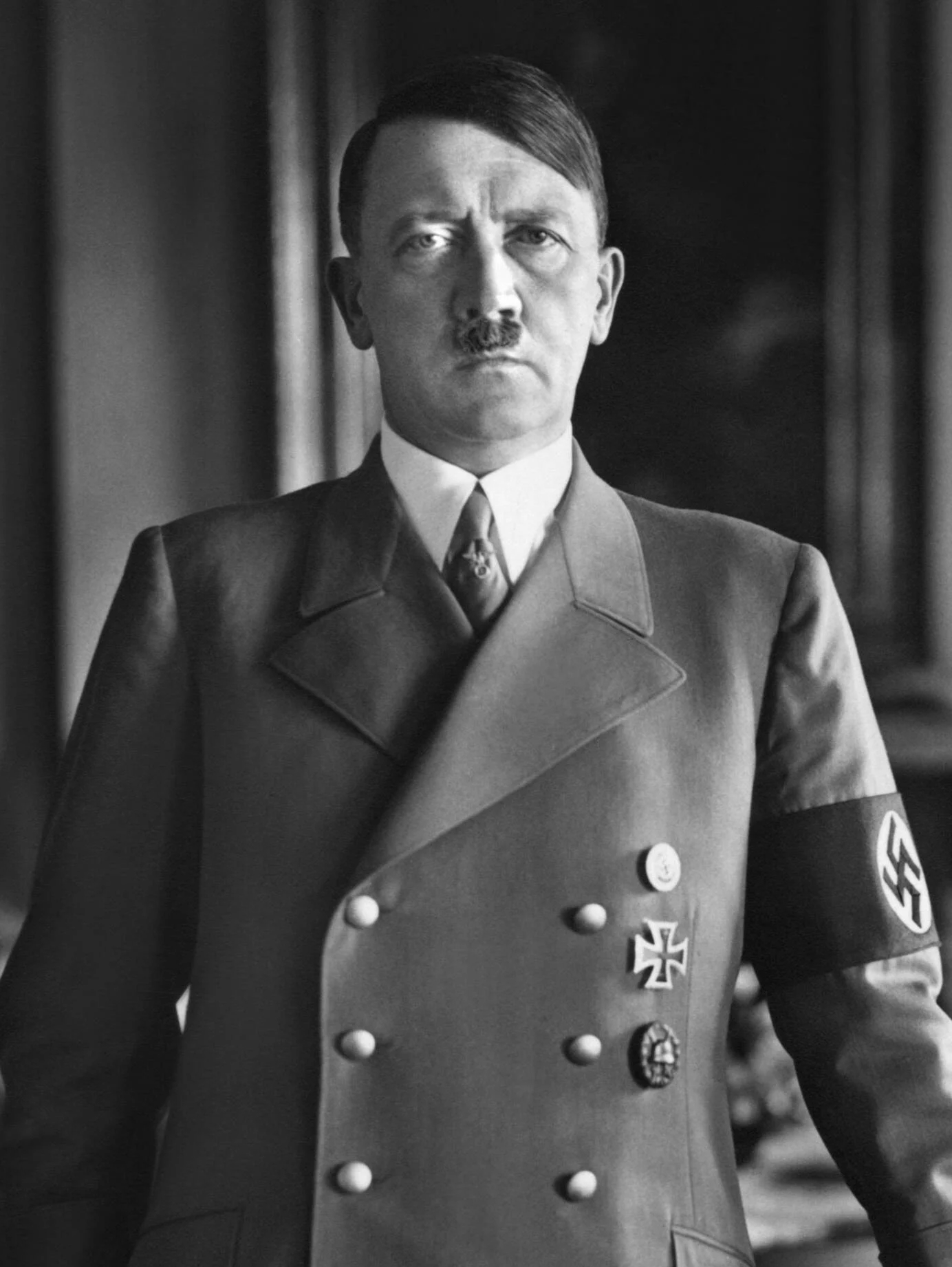
Adolf Hitler foi considerado por grupos nazistas esotéricos como o Messias.

Em outros contextos e regiões, outros personagens proclamaram-se como os tão esperados Messias com base em seitas, religiões menores e tradições sencréticas das religiões abraamicas. Outros também foram considerados "Messias" por outras pessoas sem nunca jamais terem se proclamado como tal. 
- Bahram Chobin, depois de usurpar o trono do Império Sassânida, declarou-se o Messias do zoroastrismo em meio aos tempos escatológicos do final do século VI.[74]
- Bahá'u'lláh, Mirza Husayn 'Ali Nuri, (1817–1892), nascido xiita, adotando o Bábismo em 1844 . Em 1863, Bahá'u'lláh alegou ser o prometido de todas as religiões e fundou a Fé Bahá'í.[75] Ele alegou ser o cumprimento das profecias da vinda de uma figura prometida encontrada em todas as 6 principais religiões proféticas (judaísmo, cristianismo, islamismo, zoroastrismo, hinduísmo e budismo), conforme observado na história autorizada da Fé Bahá'í.[76] Ele também alegou ser o profeta predito por Báb como "Aquele que Deus tornará manifesto".[77] Seus seguidores também alegaram que sua vinda cumpriu profecias de várias religiões menores (geralmente nativas).
- Cyrus Teed (1839–1908), proponente da teoria da Terra Oca, que criou um modelo distinto no qual o mundo é uma esfera invertida da qual o resto do universo pode ser visto olhando para dentro e afirmou ser a encarnação de Jesus Cristo após sofrer um choque elétrico ao tentar praticar alquimia com doses de magnetismo em 1869.[78]
- Adolf Hitler (1889–1945) Líder da Alemanha foi reivindicado por alguns praticantes do nazismo esotérico como o messias, incluindo Colin Jordan, Savitri Devi, e Miguel Serrano. Hitler nunca alegou ser o messias durante sua vida, tendo mudado de opinião em relação à religião.[79][80][81]
- Chris Cantelmo (1962–2019), fundador e líder do Cantelmoísmo, um movimento religioso baseado na crença de que é possível contatar Deus usando a droga DMT.[82]
- Nirmala Srivastava (1923–2011), guru da Sahaja Yoga, proclamou-se a Consoladora prometida por Jesus (isto é, a encarnação do Espírito Santo / Adi Shakti).[83]
- David Icke (n.1952), teórico da conspiração da Nova Era que teve a ideia dos Draconianos e afirmou ser o "filho de Deus" durante uma entrevista na Wogan em 1991.[84]
- Ezra Miller (n.1992), um ator, afirmou ser Jesus, o próximo Messias, e o diabo, dizendo que eles causariam uma revolução entre os nativos americanos.[85]